# Épingle de sûreté
Pour les articles homonymes, voir Épingle.

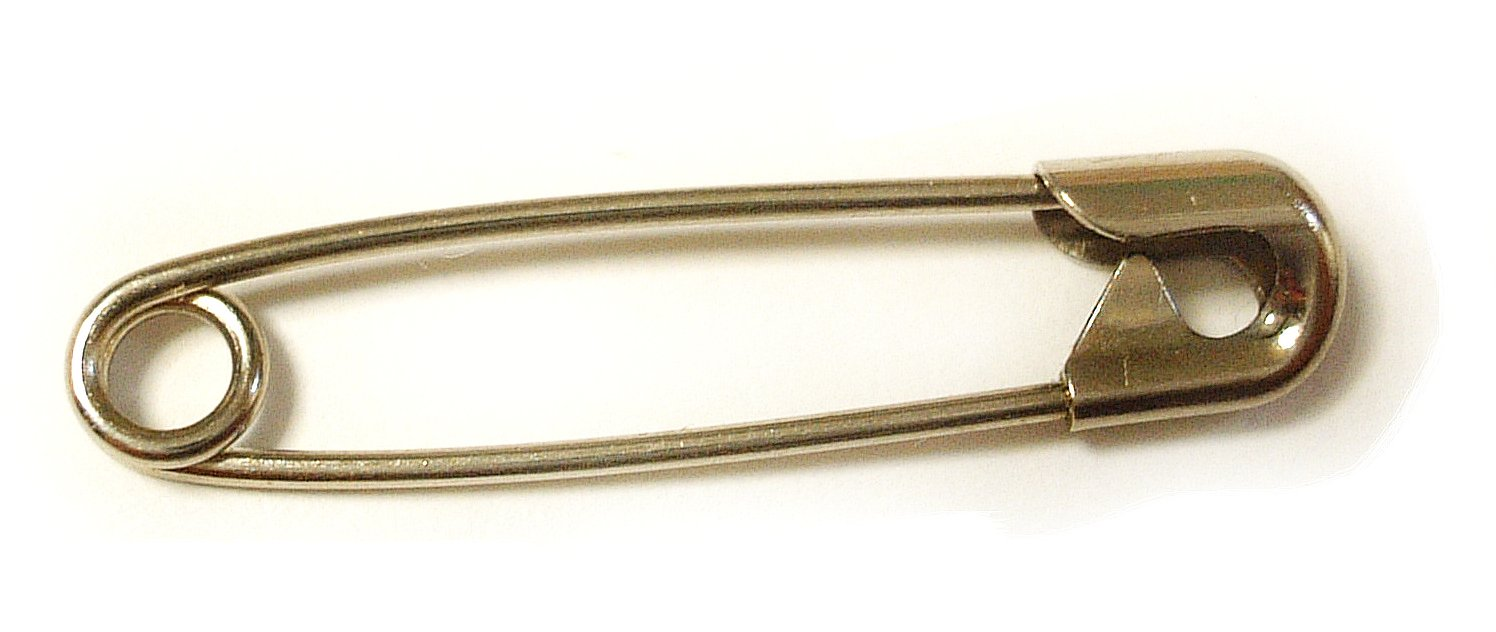
Épingle de sûreté fermée.

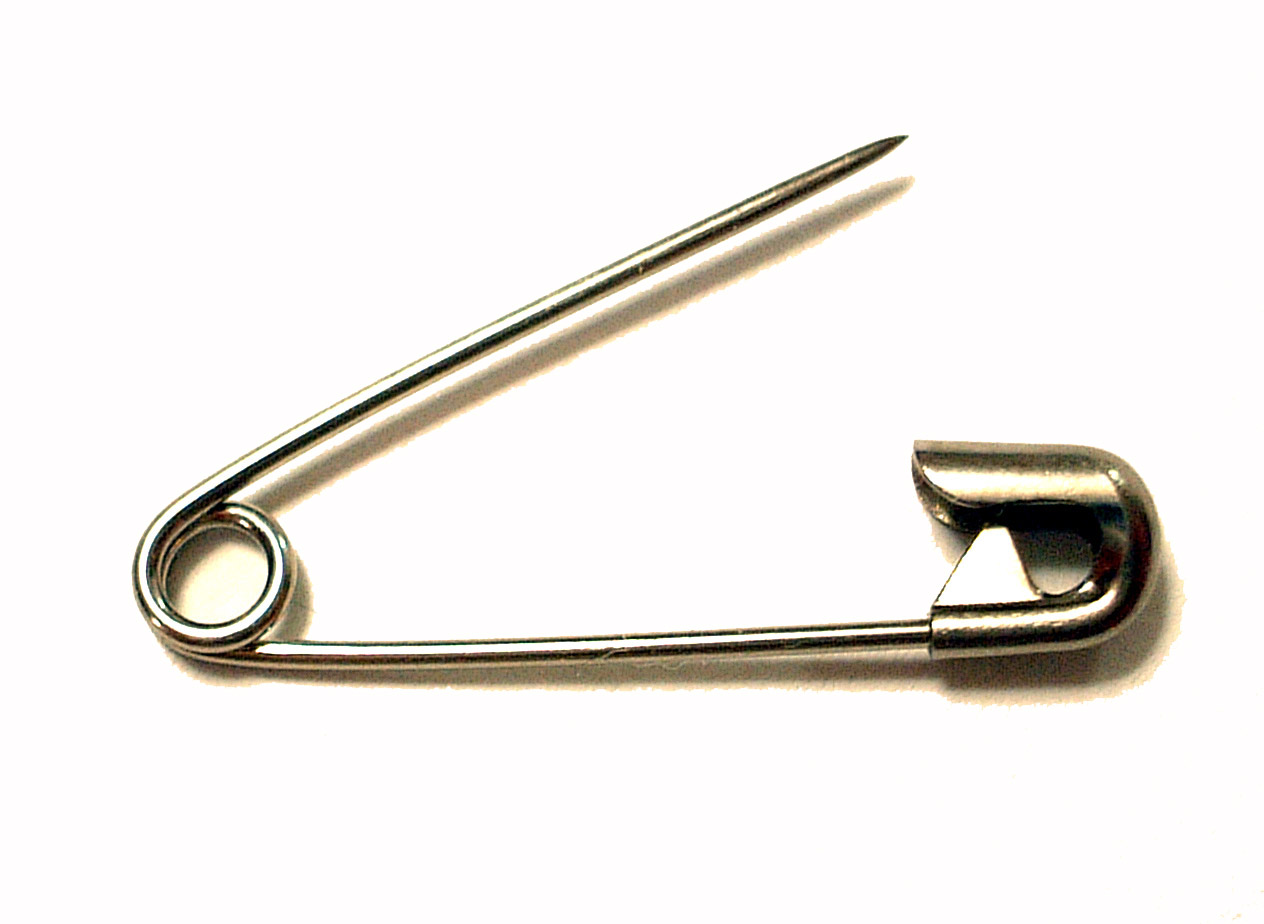
Épingle de sûreté ouverte.

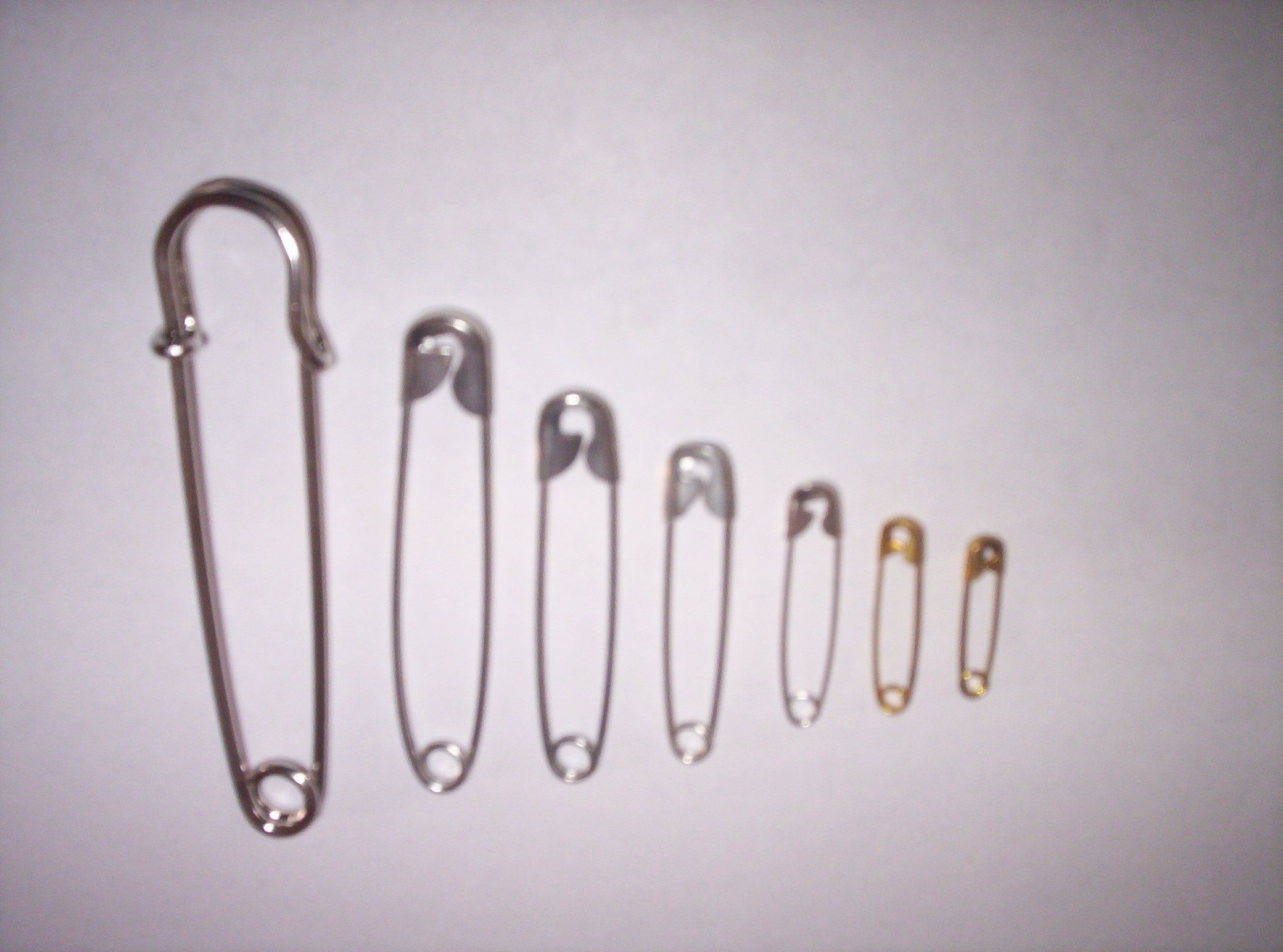
Diverses épingles de sûreté.

Une épingle de sûreté ou épingle à nourrice ou épingle à couches ou imperdable (en Suisse romande) est un petit objet utilisé pour attacher ensemble des pièces de tissu d'une manière rapide et temporaire. 
Elles sont généralement en métal ; en nickel pour les argentées, voire en aluminium pour celles de moindre qualité, et en laiton pour les dorées. Si leurs formes, tailles et couleurs peuvent varier, les épingles de sûreté sont la plupart du temps montées sur un petit ressort et leur extrémité piquante est protégée par un capuchon.
Leur caractère de sûreté provient de ce que l'extrémité piquante est protégée par un capuchon, ce qui réduit presque totalement le risque de blessure, à l'inverse de l'épingle ordinaire ; d'autre part la précision des gestes que requiert son ouverture limite les risques qu'elle se produise par accident.

## Historique

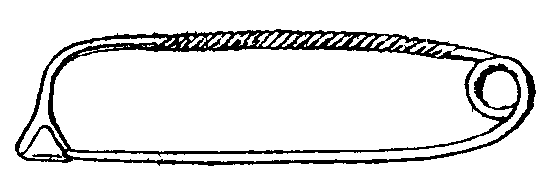
Exemple de fibule ressemblant à une épingle de sûreté.

L'ancêtre de l'épingle de sûreté est la fibule, dont l'usage était aussi bien fonctionnel qu'esthétique. Des broches de bronze ressemblant à une épingle de sûreté, utilisées pour maintenir deux pans de tissus sur l'épaule et datant du Ve siècle av. J.-C., ont été retrouvées en Europe occidentale.
L'épingle de sûreté telle qu'elle existe aujourd'hui avec un ressort et l'extrémité piquante cachée a été inventée à New York par Walter Hunt en 1849. La légende veut qu'il ait redécouvert cet objet en manipulant machinalement un morceau de fil de fer et aurait cédé les droits du brevet à un collègue pour 400 dollars afin de régler une dette de 15 dollars. Le brevet fut déposé le 10 avril 1849 sous le numéro 6 281.
Si l'épingle de sûreté n'a pas beaucoup évolué depuis son invention, les procédés de fabrication ont, quant à eux, suivi les progrès technologiques. À partir du XVe siècle, elles sont directement manufacturées à partir de fil de fer. C'est l'invention du tour automatique à métal en 1864 qui permettra de mécaniser totalement le processus de fabrication. En France, la première machine automatique de montage d'épingle de sûreté est attribuée à Benjamin Bohin et son fils Paul en 1890.

### Symbole punk

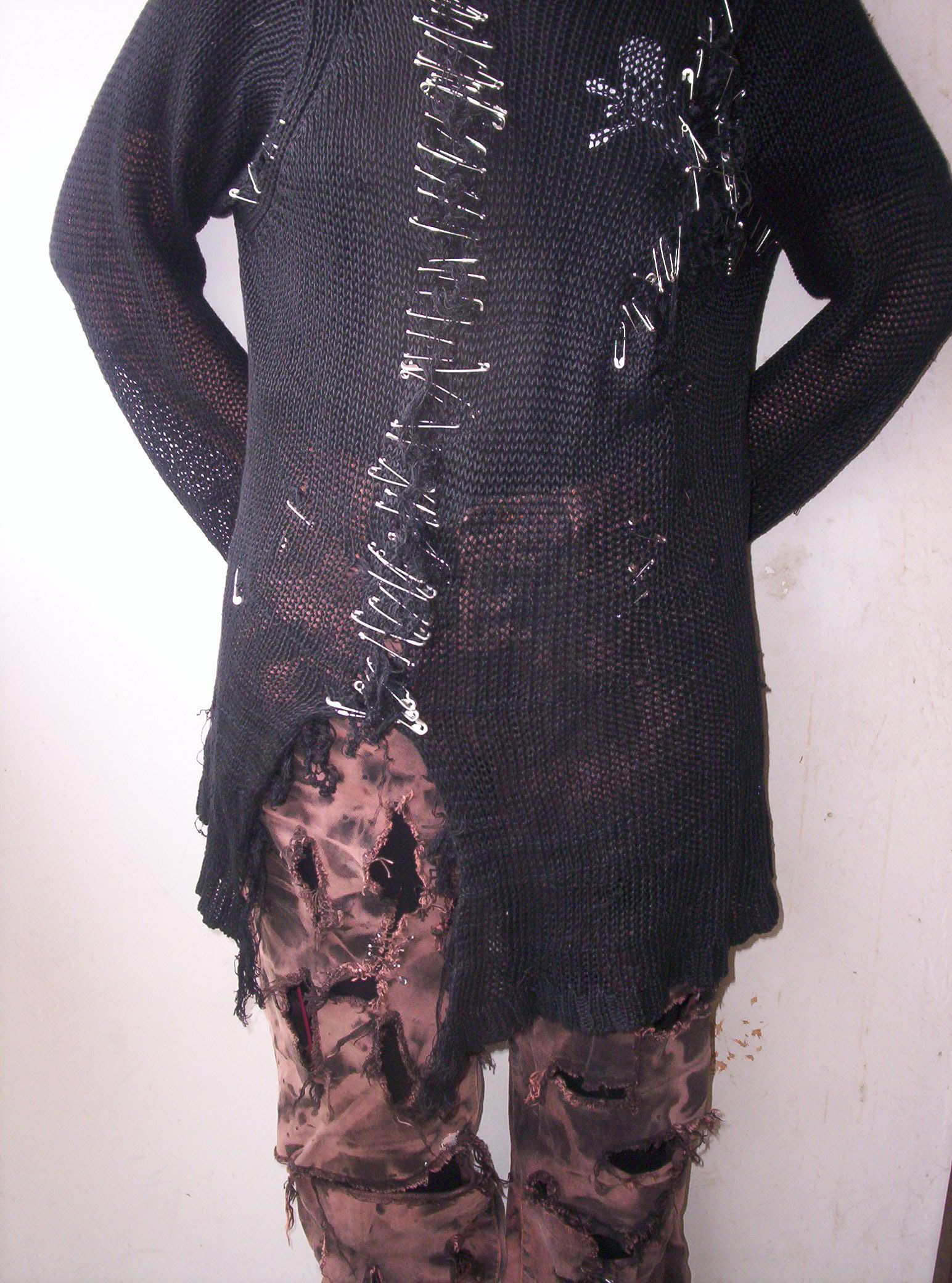
Vêtements accessoirisés avec des épingles de sûreté.

Elle est utilisée comme accessoire ou comme piercing notamment dans la culture punk de la rue, puis dans sa récupération commerciale en tant que mouvement de mode. Les premiers punks anglais s'inspiraient souvent des pratiques et des objets fétichistes et pratiquaient le détournement d'objets et de symboles (exemple : la croix gammée ou le collier de chien porté par Sid Vicious ou Siouxsie Sioux). Cette « invention » de détournement d'un objet usuel est fréquente chez de nombreux  artistes des  années 1970. De nombreux artistes ont pratiqué le détournement d'objets depuis Marcel Duchamp, Andy Warhol, les Nouveaux réalistes, l'Arte Povera, César etc. En ce qui concerne l'épingle de nourrice, son détournement est attribué à diverses origines selon les sources, mais ces sources restent unanimes sur le sens premier, qu'elles attribuent chez leur initiateur (tel ou tel musicien de la scène punk) à des raisons économiques et pratiques bien avant une finalité esthétique, les deux dans le punk sont inséparables[réf. nécessaire].
Pour les uns, c'est Malcolm McLaren qui aurait repris l'idée à Elli Medeiros des Stinky Toys qui se produisait à l'époque avec des épingles de sûreté sur le pantalon ; pour d'autres, McLaren aurait repris l'idée à Richard Hell. Pour d'autres encore, c'est Vivienne Westwood du magasin Sex qui aurait eu l'idée d'accessoiriser l'objet après avoir vu Johnny Rotten habillé de vêtements raccommodés avec. Quoi qu'il en soit elle sera la première styliste à utiliser l'épingle de sûreté dans des collections de mode.
La première utilisation de l'objet sur la pochette d'un disque date de 1977 avec Richard Hell & the Voidoids  sur le 45 tours de Blank Generation où il posait avec une chemise déchirée et rapiécée avec des épingles de sûreté. Le groupe lyonnais Starshooter l'a utilisé sur des T-shirts.
Elle est aussi utilisée par le graphiste Jamie Reid dans un collage fait à partir d'une photo de Cecil Beaton où la reine Élisabeth II en porte une dans la lèvre, cette image aurait dû être utilisée pour la pochette de God save the queen des Sex Pistols en mai 1977 mais cette version sera remplacée par un visuel jugé moins choquant par la maison de disques (Virgin) et l'image ne sera guère diffusée que sur les flyers et affiches promotionnels annonçant le 45 tours. Il sera réédité dans sa version originelle en 2004 pour une édition limitée.
L'usage de l'épingle de sûreté comme symbole du punk est décrite en 1977 comme le « symbole du néant » par Lester Bangs.

## Utilisation

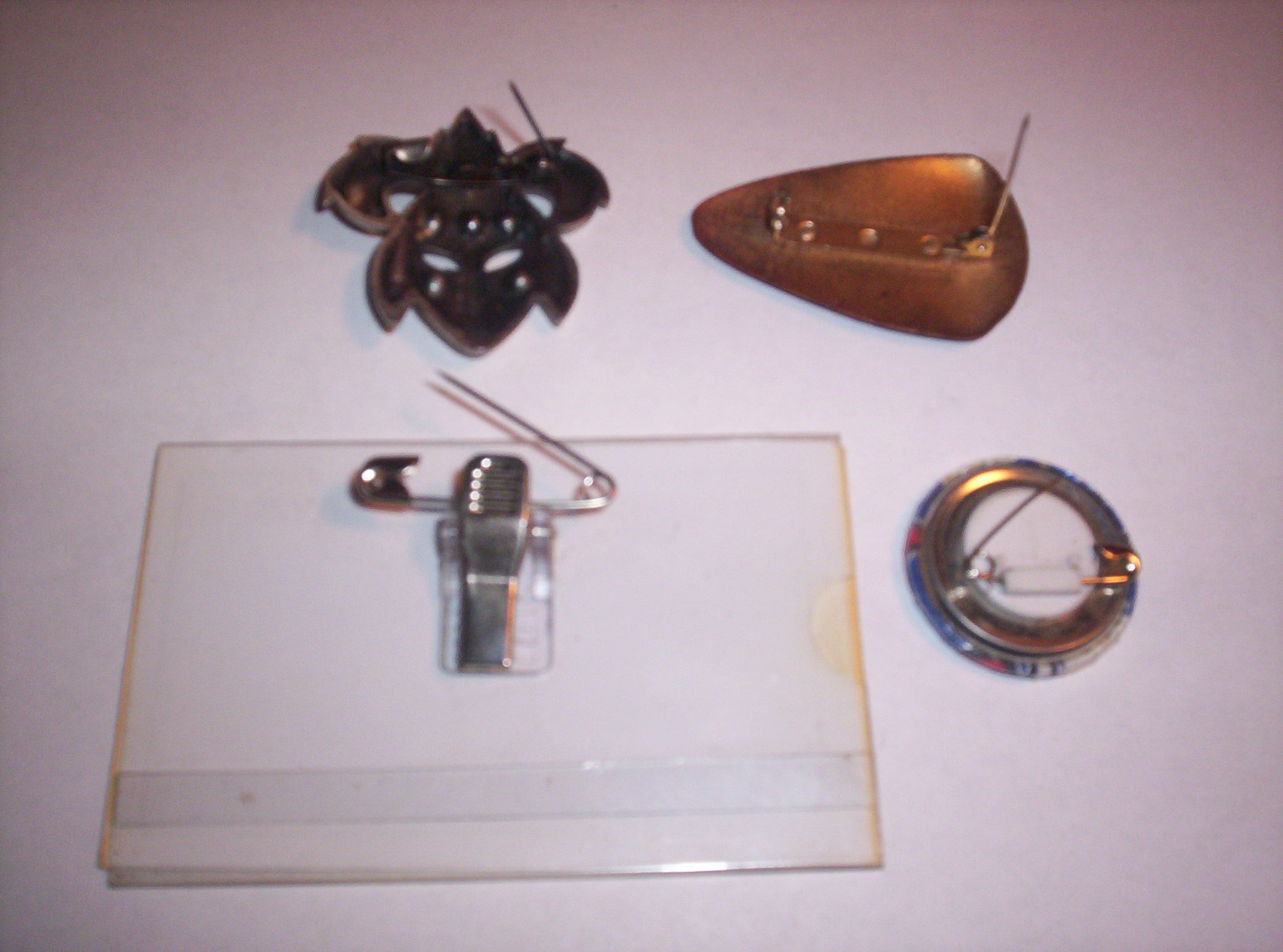
Épingles au dos de broches (rangée du haut) ou de badges (rangée du bas).

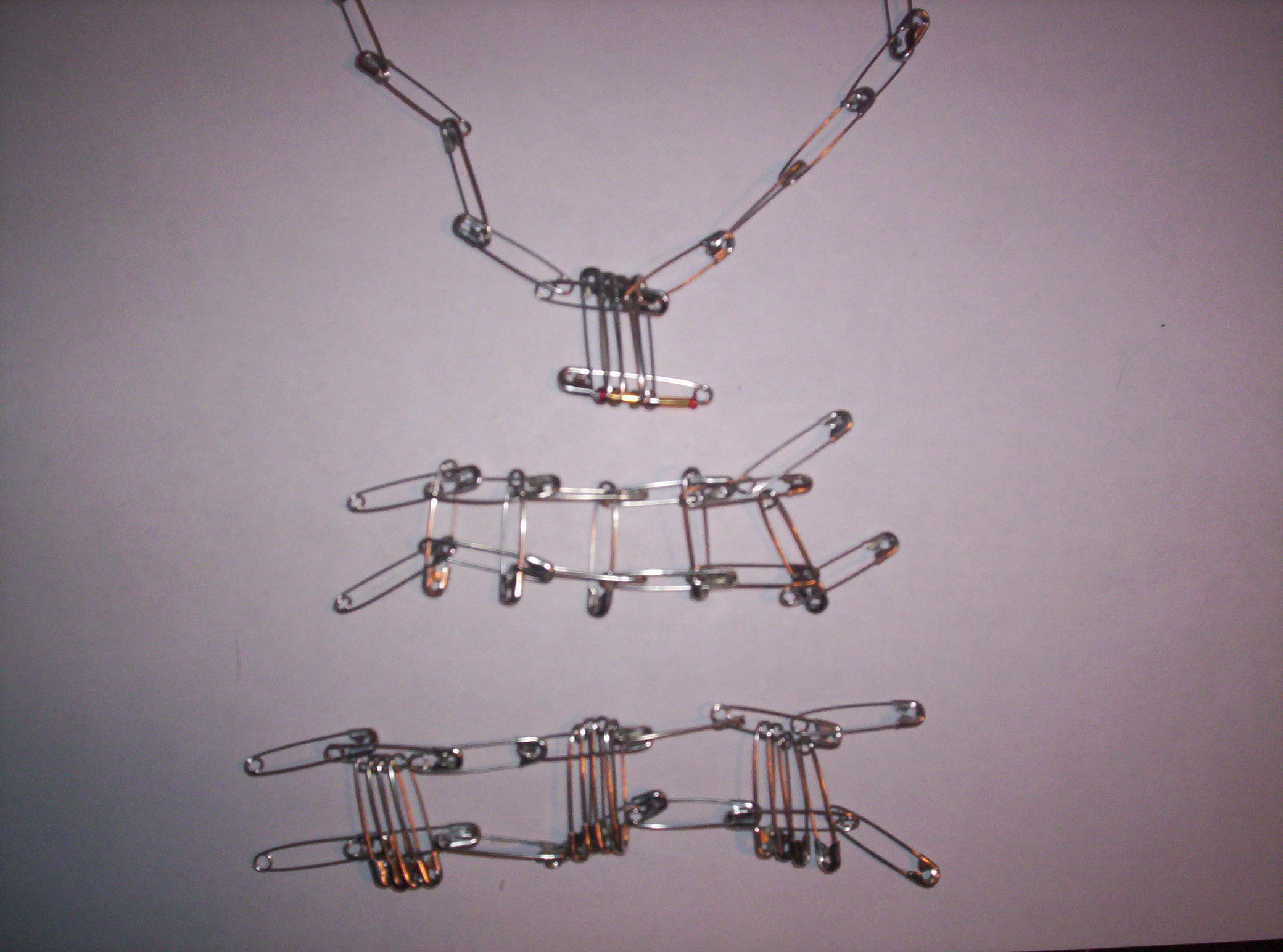
Épingles utilisées pour fabriquer des bijoux.

Elle est appelée aussi épingle de nourrice parce que les nourrices et les mères plus généralement s'en servaient pour fixer les langes des nourrissons. Les épingles de sûreté destinées à cet usage sont parfois décorées aux extrémités avec des moulages en plastique en forme de tête d'animaux par exemple. Elles possèdent aussi souvent un double système de sécurité où le capuchon doit être déplacé pour permettre l'ouverture. Avec l'apparition des couches jetables, cet usage est devenu moins courant mais l'objet reste fortement associé aux nouveau-nés et les épingles de sûreté sont utilisées dans les trucs de jeunes mamans pour indiquer le sein d'allaitement en la positionnant sur le soutien-gorge.
Elle peut être utilisée pour fixer des badges ou fabriquer des broches artisanales. Pour cette utilisation, le côté qui ne s'ouvre pas peut être plat afin d'en faciliter la fixation par collage ou soudure sur l'objet. De même, le capuchon pour accueillir l'extrémité piquante peut être plus sophistiqué et inclure un système de fermeture avec un loquet.
Elle sert en bricolage pour la confection de bijoux artisanaux. Elle est utilisée pour servir de support à la fabrication de bracelets brésiliens mais elle peut être aussi utilisée comme une maille et l'extrémité piquante peut alors servir pour insérer des perles décorant le bijou.
Elle a aussi sa place dans les trousses de premiers secours où elle est destinée à maintenir les bandages, en précisant que les épingles de sûreté utilisées en milieu médical sont en acier inoxydable.
Outre son utilisation comme fixation, elle est aussi utilisée en couture pour aider à faire passer un cordon de serrage de remplacement par exemple sur les pantalons type jogging.
Ses utilisations diverses en font un objet utile régulièrement cité dans les listes d'équipements, chez les scouts, dans la course à pied (pour maintenir le dossard), etc.

## Fabrication
Le processus de fabrication moderne comporte plusieurs étapes. Le fil de fer est d'abord coupé à la taille adéquate, puis une extrémité est taillée de façon à être pointue. Ensuite le morceau de fil de fer passe dans un tour automatique à métal pour prendre sa forme définitive en ressort et l'extrémité non piquante est pliée de manière à maintenir le capuchon. Le capuchon est façonné séparément par une autre machine à partir de tôle de métal. Il est enfin enfoncé et serti sur l'épingle de sûreté terminée et livrée fermée. En fonction des finitions voulues, des étapes de vernissage par exemple, peuvent être ajoutées.
Il existe des machines permettant de livrer les épingles ouvertes, ajoutant une étape au processus de fabrication et augmentant leur coût.

## Données économiques
Au XXIe siècle, les secteurs qui utilisent le plus d'épingles de sûreté sont les secteurs de la couture, celui de la blanchisserie et du nettoyage.
Le coût de fabrication varie en fonction du métal utilisé. Les procédés de fabrication étant automatisés, une usine peut produire jusqu'à trois millions de pièces par jour.

## Référence culturelle

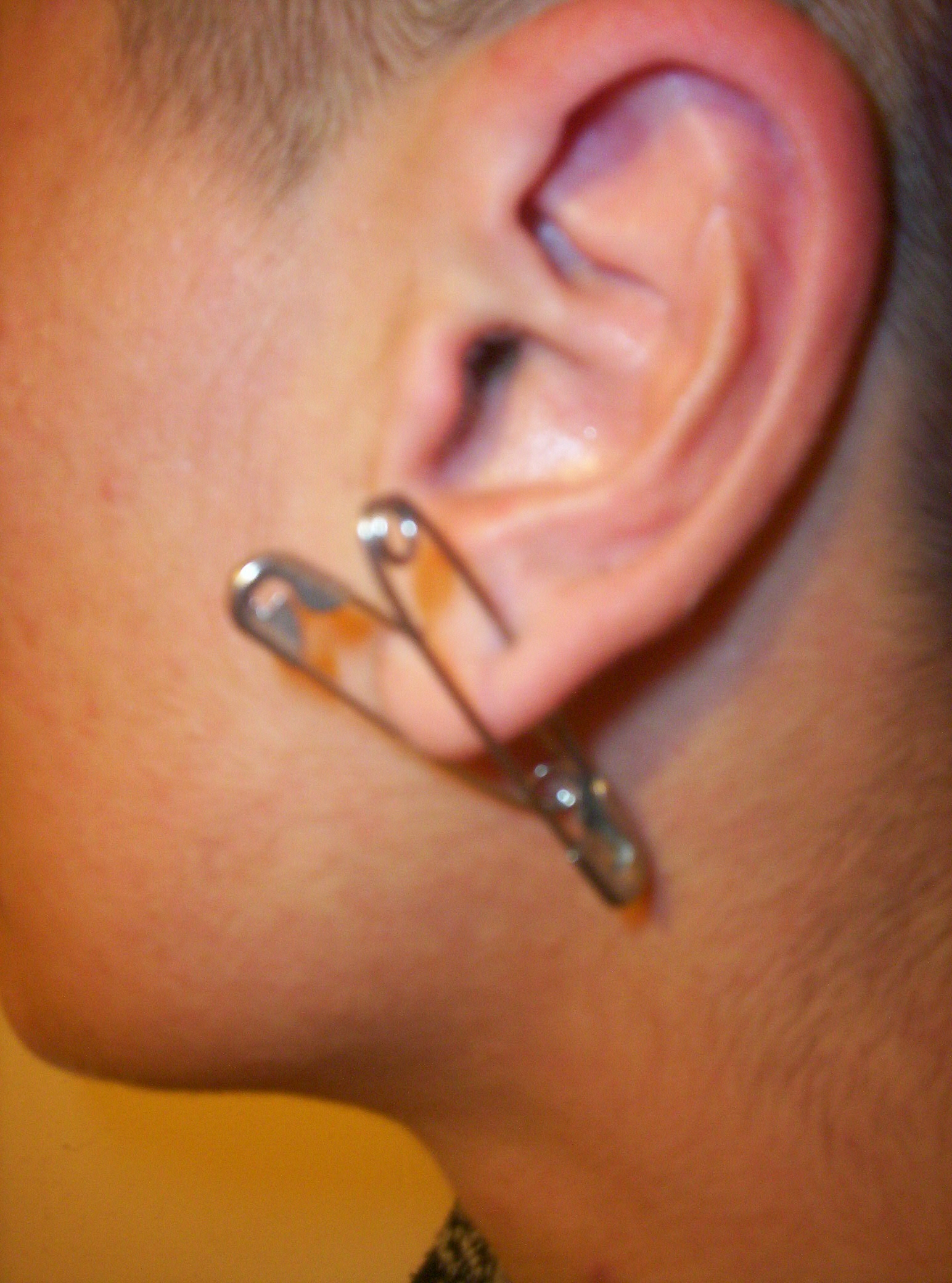
Épingles utilisées comme boucles d'oreilles.

Certains punks se perçaient des parties du visage (oreilles, nez, lèvres, etc.) avec un glaçon et une épingle de sûreté.
Un court métrage d'animation de Émile Courtet, réalisé en 1913, s'appelle L'épingle de sûreté (The safety pin).
Dans le film Charlot apprenti, le héros ferme sa poche avec une épingle de sûreté.
Le héros de bande dessinée Superdupont maintient sa ceinture en place avec une épingle de sûreté : l'épingle de sûreté nationale.
L'épingle de sûreté est parfois utilisée comme hameçon dans certains dessins animés.
En 1978, le groupe de folk-rock Machin sort l'album Râles folks avec une pince à linge sur la pochette qui est présentée comme la réponse baba cool à l'épingle de sûreté punk.
En 1994, Elizabeth Hurley, alors compagne de Hugh Grant, connaît un énorme succès médiatique en se présentant à la première du film Quatre mariages et un enterrement dans une robe Versace noire dévoilant une bonne partie de son anatomie, attachée sur le côté par de grosses épingles de sûreté dorées.

## Anecdotes
Certains agents infectieux ont la forme d'une épingle de sûreté : c'est le cas de la bactérie Yersinia pestis, responsable de la peste ou de Pseudomonas pseudomallei, responsable de la mélioïdose.